# Strass im Zillertal
Strass im Zillertal é um município da Áustria, situado no distrito de Schwaz, no estado do Tirol. Tem 5,95 km² de área e sua população em 2019 foi estimada em 843 habitantes.